# Cầu Tây Tân
Cầu Tây Tân (giản thể: 西津桥; phồn thể: 西津橋; bính âm: Xījīn Qiáo; Hán Việt: Tây Tân Kiều, hay "cầu ở bến đò phía Tây") là một cây cầu có mái che cổ, hay lang kiều (廊桥) tại Vĩnh Khang, Kim Hoa, Chiết Giang, Trung Quốc. Đây là cây cầu có mái che lớn nhất ở tỉnh Chiết Giang và cũng là một trong những cây cầu loại này lớn nhất ở Trung Quốc.

## Lịch sử
Cầu Tây Tân ban đầu được xây dựng bằng gỗ vào thời Nhà Minh. Vào năm Khang Hy thứ 57 (1718) đời Nhà Thanh, cây cầu được xây lại lần đầu tiên, sau đó đến đầu thời Ung Chính phần trụ cầu được thay thế bằng đá để tăng cường tải trọng cho cầu. Vào đầu thời Càn Long, việc tái xây dựng cầu được hoàn tất. Đến thời Gia Khánh, cầu được sửa chữa một lần nữa và đến năm Gia Khánh thứ 12 (1807), một tấm bia đá có tên Tây Tân Kiều Chí (西津橋志, ghi chép về Cầu Tây Tân) được dựng lên ở đây để vinh danh những người xây dựng cầu và kể lại lịch sử của cây cầu này.

## Mô tả
Cầu Tây Tân là một kiến trúc kết hợp của cầu gỗ và cầu đá trong đó phần trụ cầu được làm bằng đá còn phần kiến trúc phía trên được làm chủ yếu bằng gỗ. Cây cầu nguyên bản bằng gỗ có chiều dài 206,3 mét với 15 trụ cầu và 16 nhịp. Sau khi phần trụ đá được xây dựng, chiều dài cầu rút ngắn còn 166 mét với 12 trụ cầu và 13 nhịp cầu. Mỗi trụ cầu có chiều dài 5,6 mét, chiều rộng 3,3 mét, và chiều cao 4,6 mét. Giữa hai trụ cầu là 6 hoặc 7 thanh rầm, mỗi thanh có chiều dài trung bình 13 mét.